# Alpart
Alpart, à l'origine Alumina Partners of Jamaica, est un complexe de minage de bauxite et de transformation en aluminium situé en Jamaïque. Le complexe a employé environ 1 000 personnes au cours de son histoire, pour une production de 1,65 million de tonnes d'aluminium,.

## Histoire
Le complexe a ouvert en 1969. De 2008 à 2017, le complexe d'Alpart a été fermé.
Elle appartenait à Rusal entre 2011 et 2017 date de son rachat par Jisco/Jiquan Iron and Steel, une entreprise chinoise, pour 300 millions de dollars. À la suite de l'acquisition par Jisco, ce dernier annonce un plan pour la construction d'une autre raffinerie d'une capacité de 2 millions de tonnes situé près de la première.